# Bogoduhov
Bogoduhov, transliterat ca Bohoduhiv din toponimul ucrainean Богодухів,  este un oraș din regiunea Harkov, Ucraina.